# George Buza
George Buza (Cleveland (Ohio), 7 januari 1949) is een in Amerika geboren Canadees acteur en stemacteur. 

## Biografie
Buza werd geboren in Cleveland (Ohio) en emigreerde op jonge leeftijd met zijn familie naar Canada, waar hij in 1998 zijn Canadese staatsburgerschap kreeg. 
Buza begon in 1975 met acteren in de televisieserie Kung Fu, waarna hij nog in meer dan 135 televisieseries en films speelde. hij is vooral bekend van zijn rol als chief Jake McKenna in de televisieserie Honey, I Shrunk the Kids waar hij in 30 afleveringen speelde (1998-2000), en van zijn stem van dr. Henry 'Hank' McCoy in de animatieserie X-Men waar hij in 71 afleveringen speelde (1992-1997). Hij werd tweemaal genomineerd voor een Gemini Award, in 1992 voor zijn rol in de televisieserie Maniac Mansion en in 2001 voor zijn rol in de televisieserie The Red Green Show. 

## Filmografie

### Films
Selectie:
- 2007 Diary of the Dead - als getatoeëerde motorrijder
- 2003 Cold Creek Manor - als antiekdealer
- 2002 Men with Brooms - als Stuckmore
- 2000 X-Men - als vrachtwagenchauffeur
- 1995 Pocahontas - als Jules
- 1989 Glory! Glory! - als Vincent
- 1988 Sticky Fingers - als politieagent
- 1981 La Guerre du feu - als The Kzamm Tribe

### Televisieseries
Selectie:
- 2024 X-Men '97 - als Beast (stem) - 9 afl.
- 2020-2021 Elinor Wonders Why - als opa Rabbit (sgtem) - 2 afl.
- 2011-2013 Franklin and Friends - als stem - 3 afl.
- 2009 The Line - als Steamboat - 9 afl.
- 2006-2007 Grossology - als Sloppy Joe - 4 afl.
- 2001-2005 Bakuten shoot beyblade - als opa Granger (stem) - 53 afl.
- 2005 Tilt - als Henry 'Tropical Henry' - 5 afl.
- 2004-2005 Franny's Feet - als opa Fantootsie - 5 afl.
- 2003-2004 Mutant X - als contact van Lexa Dominion - 12 afl.
- 2001-2003 Pecola - als stem - 12 afl.
- 1999-2002 The Red Green Show - als Dwight Cardiff - 6 afl.
- 2001 Hippo Tub Co. - als Ted Tubman - 3 afl.
- 1998-2000 Honey, I Shrunk the Kids - als chief Jake McKenna - 30 afl.
- 1998-1999 Mythic Warriors: Guardians of the Legend - als diverse stemmen - 4 afl.
- 1996-1998 The Adventures of Sinbad - als Doubar - 44 afl.
- 1992-1997 X-Men - als dr. Henry 'Hank' McCoy - 71 afl.
- 1994-1997 The Busy World of Richard Scarry - als stem - 39 afl.
- 1995 Spider-Man - als The Beast (stem) - 2 afl.
- 1993-1994 Tales from the Cryptkeeper - als stem - 4 afl.
- 1994 Monster Force - als stem - 13 afl.
- 1990-1993 Maniac Mansion - als Turner Edison - 65 afl.
- 1989 Babar - als stem - 13 afl.
- 1985 Star Wars: Ewoks - als chief Chirpa (stem) - 3 afl.
- 1985 Star Wars: Droids - als stem - 5 afl.

### Computerspellen
- 2018 Starlink: Battle for Atlas - als Kharl Zeon
- 2001 X-Men: Mutant Academy 2 - als dr. Henry "Hank" McCoy / Beast
- 2000 Marvel vs. Capcom 2 - als Colossus
- 2000 X-Men: Mutant Academy - als dr. Henry "Hank" McCoy / Beast
- 1999 Power Stone - als Kraken
- 1997 X-Men: Children of the Atom - als Colossus / Omega Red / Juggernaut

- International Standard Name Identifier: 0000 0001 0828 363X
- Library of Congress Control Number: no2010197854
- Virtual International Authority File: 160763428
- WorldCat: E39PBJc3MXMDMMTpvBYBBgbKh3